# Dinner for Schmucks
Dinner for schmucks (La cena de los idiotas en España, Una cena para tontos en Hispanoamérica) es una película remake de la original francesa La cena de los idiotas (1998). Dirigida por Jay Roach y protagonizada por Steve Carell y Paul Rudd, la película fue estrenada el 30 de julio de 2010 en Estados Unidos y lanzada directamente a DVD en España.

## Argumento
Tim (Paul Rudd) trabaja en una empresa que se especializa en negocios quebrados y aspira al puesto de un compañero recientemente despedido, al  intentar llamar la atención de su jefe, propone un negocio con un multimillonario suizo y entonces, para poder conocerlo más de cerca, el jefe y sus colaboradores cercanos le invitan a una curiosa cena que se realiza una vez al mes: cada uno de los asistentes debe llevar a la persona más idiota que hayan conocido ese mes. El que lleve al más idiota, gana. Cuando, por accidente, conoce al extraño Barry (Steve Carell) lo invita inmediatamente a la cena, pero Barry, gracias a su idiotez, una y otra vez causa problemas a Tim y a pesar de que éste lo odia por ser tan torpe y entrometido, terminan siendo grandes amigos.

## Reparto
- Steve Carell es Barry Speck.
- Paul Rudd es Timothy J. "Tim" Conrad.
- Stephanie Szostak es Julie.
- Jemaine Clement es Kieran Vollard.
- Lucy Punch es Darla.
- Zach Galifianakis es Therman Murch.
- Bruce Greenwood es Lance Fender.
- Ron Livingston es Caldwell.
- Andrea Savage es Robin.
- David Walliams es Mueller.
- Rick Overton es The Beard Champion.
- P. J. Byrne es Davenport.
- Octavia Spencer es Madame Nora.
- Nicole LaLiberte es Christina.
- Jeff Dunham es Lewis / Diane.
- Chris O'Dowd es Marco (acreditado como "Christopher O'Dowd").
- Kristen Schaal es Susana.
- Patrick Fischler es Vincenzo.
- Randall Park es Henderson.
- Larry Wilmore es Williams.
- Alex Borstein es Martha (la esposa de Barry/ la novia de Therman).
- Blanca Soto es Catherine.
- Nick Kroll es Josh.
- Eric Winzenried es Patrick.
- Maria Zyrianova es Monique.
- Scott Weintraub es Maitre D'.

## Recepción crítica y comercial
Según la página de internet Rotten Tomatoes obtuvo un 44% de comentarios positivos, llegando a la siguiente conclusión: "No hace honor a su material de origen (o a sus encantadores protagonistas) todo lo que debería, pero Dinner for Schmucks ofrece un digno entretenimiento." Destacar el comentario del crítico cinematográfico James Berardinelli: 

"La película es esporádicamente divertida, pero da la impresión de que debería haber generado más risas de las que crea."
James Berardinelli.

Según la página de internet Metacritic obtuvo críticas mixtas, con un 56%, basado en 36 comentarios de los cuales 20 son positivos. Ha recaudado en Estados Unidos 73 millones de dólares. Sumando las recaudaciones internacionales la cifra asciende a 86 millones. El presupuesto invertido en la producción fue de 69 millones.

### Premios
Satellite Awards
| Año  | Categoría                       | Persona      | Resultado |
| ---- | ------------------------------- | ------------ | --------- |
| 2010 | Mejor actor - Comedia o musical | Steve Carell | Candidato |

## Localizaciones
Dinner for Schmucks se empezó a rodar en octubre de 2009 en diversas localizaciones de la ciudad de Los Ángeles, Estados Unidos. Destacando puntos como Long Beach, Pasadena o Century City.